# Daniël Brachthuizer
Daniël Brachthuizer (Amsterdam, 1779 (op 1 oktober 1779 gedoopt in de Westerkerk) – aldaar, 10 juni 1832) was een blinde Nederlandse organist.
Hij werd geboren binnen het gezin van Jan Joost Brachthuizer en Maria Kippers. Broer Gerrit Brachthuizer (1791-1861) werd organist en muziekonderwijzer te Groningen. Zijn blindheid kwam vermoedelijk voort uit een verkeerde behandeling van een huidinfectie toen hij drie jaar oud was.

Zijn jeugd was een ziekelijke. Brachthuizer was kien; hij leerde bijvoorbeeld Frans en hoofdrekenen. Zijn muziekopleiding kreeg hij vanaf zijn twaalfde van de eveneens blinde organist Hendrik Focking. Zijn talent was dermate groot dat hij twee jaar later uit een aantal organisten werd verkozen tot organist van de Nieuwezijds Kapel. Hij leerde het vak al spelende. Belangrijke orgelpartijen liet hij voorlezen en voorspelen, en hij bracht die vervolgens over op zijn 'eigen' orgel. Op zijn tweeëntwintigste was dat het orgel van de Nieuwe Kerk te Amsterdam. Bij zijn aanstelling zou hij bedongen hebben dat hij in aanmerking zou komen als organist voor de Oude Kerk, zodra er een vacature zou ontstaan. Organist van de Nieuwe Kerk was echter niet zijn enige baan; hij was ook beiaardier van de Munttoren. Ook gaf hij liefdadigheidsconcerten die in die dagen in totaal 20.000 gulden opbrachten.
Brachthuizer speelde in september 1819 het orgel van de Sint-Franciscus-Xaveriuskerk in Amersfoort in. In 1823 adviseerde hij bij de plaatsing van het orgel in de Grote Kerk in Weesp.
Hij stond aan de basis van de opleiding van een aantal andere musici:
- Jan Daniël Brachthuizer, zijn zoon, werd pianist; op zijn beurt docent van Johan Aron Gullen en Martin Boltes.
- Willem Hendrik Brachthuizer, zoon, werd organist.
- Jan George Bertelman, componist en vervolgens leraar van Johannes van Bree en Richard Hol.
- Steven Wijnands Velds, organist van de Martinitoren in Groningen.

## Persoonlijk leven
Brachthuizer was gehuwd met Maria Elizabeth Mertens. Hij overleed op 52-jarige leeftijd in zijn woning aan het Oudekerksplein aan tuberculose. Zijn zonen Jan Daniël Brachthuizer en Willem Hendrik Brachthuizer waren getuigen bij het opmaken van de overlijdensakte. Hij werd begraven in de Oude Kerk.
Carel Christiaan Anthony Last heeft Daniël Brachthuizer in het jaar van overlijden geportretteerd.
Amsterdam heeft de Brachthuijzerstraat in Amsterdam-Zuid naar hem vernoemd.
- Nederlandse Thesaurus van Auteursnamen: 071623272
- Virtual International Authority File: 286487058